# Золотой глобус (премия, 1955)
12-я церемония вручения наград премии «Золотой глобус»

24 февраля 1955
Лучший фильм (драма):

«В порту»
Лучший фильм (комедия или мюзикл):

«Кармен Джоунс»
12-я церемония вручения наград премии «Золотой глобус» за заслуги в области кинематографа за 1954 год. Церемония была проведена 24 февраля 1955 года в Лос-Анджелесе (штат Калифорния, США).

## Победители
| Победители выделены отдельным цветом. |

| Категории                                               | Фотографии лауреатов                   | Победители                              |
| ------------------------------------------------------- | -------------------------------------- | --------------------------------------- |
| Лучший фильм — драма                                    |                                        | • «В порту»                             |
| Лучший фильм — комедия или мюзикл                       |                                        | • «Кармен Джоунс»                       |
| Лучшая мужская роль — драма                             |                                        | • Марлон Брандо — «В порту»             |
| Лучшая женская роль — драма                             |                                        | • Грейс Келли — «Деревенская девушка»   |
| Лучшая мужская роль — комедия или мюзикл                |                                        | • Джеймс Мэйсон — «Звезда родилась»     |
| Лучшая женская роль — комедия или мюзикл                |                                        | • Джуди Гарленд — «Звезда родилась»     |
| Лучший режиссёр                                         |                                        | • Элиа Казан — «В порту»                |
| Лучший актёр второго плана                              |                                        | • Эдмонд О’Брайен — «Босоногая графиня» |
| Лучшая актриса второго плана                            |                                        | • Джен Стерлинг — «Великий и могучий»   |
| Лучший кинооператор (чёрно-белый фильм)                 |                                        | • Борис Кауфман — «В порту»             |
| Лучший кинооператор (цветной фильм)                     |                                        | • Джозеф Руттенберг — «Бригадун»        |
| Лучший сценарий                                         |                                        | • Эрнест Леман — «Сабрина»              |
| Лучшая музыка к фильму                                  |                                        | • Премия не вручалась                   |
| Премия Сесиля Б. Де Милля                               |                                        | • Джин Хершолт                          |
| Премия Сесиля Б. Де Милля                               | • Джоан Кроуфорд                       |                                         |
| Премия Сесиля Б. Де Милля                               | • Стэнли Крамер                        |                                         |
| Специальная награда «Достижение»                        |                                        | • Джон Форд                             |
| Премия Генриетты (избранный мировой фильм)              |                                        | • Джун Эллисон                          |
| Премия Генриетты (избранный мировой фильм)              | • Пьер Анджели                         |                                         |
| Премия Генриетты (избранный мировой фильм)              | • Марлон Брандо                        |                                         |
| Премия Генриетты (избранный мировой фильм)              | • Дорис Дэй                            |                                         |
| Премия Генриетты (избранный мировой фильм)              | • Одри Хепбёрн                         |                                         |
| Премия Генриетты (избранный мировой фильм)              | • Алан Лэдд                            |                                         |
| Премия Генриетты (избранный мировой фильм)              | • Грегори Пек                          |                                         |
| Лучший фильм по развитию международного взаимопонимания |                                        | • Эдвард Дмитрык — «Сломанное копьё»    |
| Лучший фильм на иностранном языке                       |                                        | • «Женевьева» (Великобритания)          |
| Лучший фильм на иностранном языке                       | • «Дама с камелиями» (Аргентина)       |                                         |
| Лучший фильм на иностранном языке                       | • «Нет пути назад» (Западная Германия) |                                         |
| Лучший фильм на иностранном языке                       | • «Двенадцать пар глаз» (Япония)       |                                         |
| Лучший дебют актёра                                     |                                        | • Джои Адамс (англ. Joe Adams)          |
| Лучший дебют актёра                                     | • Джордж Нейдер                        |                                         |
| Лучший дебют актёра                                     | • Джефф Ричардс (англ. Jeff Richards)  |                                         |
| Лучший дебют актрисы                                    |                                        | • Ширли Маклейн                         |
| Лучший дебют актрисы                                    | • Ким Новак                            |                                         |
| Лучший дебют актрисы                                    | • Карен Шарп                           |                                         |